# Dammtjärnen (Malå socken, Lappland, 724233-165079)
Dammtjärnen är en sjö i Malå kommun i Lappland och ingår i Skellefteälvens huvudavrinningsområde.